# Abu Sufyan ibn Harb
Sajr ibn Harb ibn Umayya ibn Abd-Chams ibn Abd-Manaf (en árabe صخر بن أمية بن عبد شمس بن عبد مناف, Saḫr ibn Ḥarb ibn Umayya ibn ʿAbd Šams ibn ʿAbd Manāf), más conocido por su kunya Abu Sufyán o Abu Sufyán ibn Harb (en árabe أبو سفيان بن حرب, Abū Sufyān ibn Ḥarb; sobre el 565-652) fue un prominente oponente y luego compañero del profeta islámico Mahoma. Era un líder y mercader de la tribu coraichita (Qurayshi) de La Meca. Durante los comienzos de su carrera, con frecuencia lideraba caravanas comerciales a Siria. Fue uno de los principales líderes de la oposición mecana a Mahoma y comandó a los mecanos en las batallas de Uhud y de la Trinchera en los años 625 y 627. Sin embargo, cuando Mahoma entró a La Meca en 630, Abu Sufyán fue uno de los primeros en rendirse y someterse, y se le dio parte en el naciente estado musulmán, jugando un rol en la Batalla de Hunáin y la subsiguiente destrucción del santuario politeísta de al-Lat en Ta'if. Tras la muerte de Mahoma, es posible que el califa Abu Bakr (r. 632-634) le haya nombrado gobernador de Najrán por un período de tiempo no especificado. Abu Sufyán jugó después un papel de apoyo en el ejército musulmán en la Batalla de Yarmuk contra los bizantinos en Siria. Sus hijos Yazid, y luego Mu'awiya recibieron roles de comando en esa provincia y el segundo habría de establecer el Califato Omeya en 661.

## Biografía
Fue un cabecilla de La Meca, mercader y financiero, conocido también por la kunya Abu Hanzala (en árabe أبو حنظلة, Abū Ḥanẓala). Era jefe del clan de Abd Shams de la tribu de los Quraish y formó parte de los Muttayyabun en el que estaba el clan Háshim, pero en tiempos de Mahoma se había acercado al grupo político rival de los Majzum, Yumah, Sham y otros. Antes de la hégira se opuso a Mahoma pero fue una oposición moderada, a diferencia de la de Abu Yahl.
En el año 624 dirigía una caravana personalmente amenazada por Mahoma; Abu Yahl le envió mil hombres de refuerzo. Abu Sufyán supo evitar a los musulmanes pero Abu Yahl buscó la batalla y fue derrotado en la batalla de Badr. Un hijo de Abu Sufyán, Hanzala, murió y otro, Amr ibn Hisham, fue hecho prisionero aunque después fue liberado; su suegro Utba ibn Rabi'ah también murió.
Encargado de la venganza, organizó un gran ejército que tenía que atacar Medina en el 625. Siguió la batalla de Uhud, pero por un mal consejo no atacó las murallas de Medina. Entonces organizó una gran coalición que asedió Medina en el 627, pero al fracasar se desalentó y la resistencia de La Meca fue organizada por otro grupo encabezado por Safwan ben Umayya Suhayl ben Anr e Ijkrima ben Abi Yahl. No es mencionado en el tratado de al-Hudaybiya.
En el año 630 los aliados de los Quraish rompieron la tregua y Abu Sufyán fue enviado a Medina para negociar. Parece que llegó a un acuerdo con Mahoma en el cual se casó con su hija Umm Habiba, la cual era musulmana desde hacía tiempo. Cuando Mahoma fue a La Meca en ese mismo año Abu Sufyán fue a encontrarle y se le sometió, acompañado de Hákim ben Hizam. 
Tomó parte de la batalla de Hunáin y en el sitio de Taif, en cuya ciudad negoció, y participó en la destrucción del ídolo local de al-Lat. Fue nombrado entonces gobernador de Najrán.
Estuvo presente en la batalla de Yarmuk (15 al 20 de agosto del 636) pero tan solo para enardecer a los jóvenes, ya que en esos momentos tenía 70 años. La tradición dice que murió a los 88 años en el 652.
Entre sus hijos destacan Yazid, general en Palestina, y Muawiya, el primer califa omeya.